# Taça da AF Braga de 2012–13
A Taça da AF Braga é uma competição por eliminatórias disputadas por clubes que participam nos campeonatos da AF Braga. Na final disputada no dia 9 de Maio de 2013 no Estádio D. Afonso Henriques o Vieira SC venceu a equipa do Arões SC por 2-0 e conquistou o troféu.

## 1ª Eliminatória
A 24 de Agosto realizou-se o sorteio da 1ª Eliminatória, só com Clubes da 1ª e 2ª Divisão, a duas mãos, a realizar-se nos dias 9 de Setembro e 14 de Outubro. Em resultado do sorteio, o GCD de Regadas está isento e apurou-se imediatamente para a 2ª Eliminatória.
| Visitado                | Resultado  | Visitante              | 1ª Mão | 2ª Mão     |
| AFC Martim (1ª)         | 4-2        | UD S. Veríssimo (2ª)   | 2-1    | 2-1        |
| Viatodos (2ª)           | 7-1        | FC Roriz (1ª)          | 4-1    | 3-0 b)     |
| Carreira (1ª)           | 0-2        | Granja FC (2ª)         | 0-2    | 0-0        |
| UD Vila Chã - Esp. (1ª) | 1-2        | MARCA (2ª)             | 1-0    | 0-2        |
| SC Ucha (2ª)            | 3-6        | GFC Pousa (1ª)         | 2-3    | 1-3        |
| Dumiense FC (1ª)        | 3-1        | GD Guisande (2ª)       | 2-0    | 1-1        |
| Rendufe FC (2ª)         | 2-2 (2-3)* | Sequeirense (2ª)       | 2-1    | 0-1 (0-2)* |
| Ferreirense (2ª)        | 1-5        | GD Caldelas (2ª)       | 1-1    | 0-4        |
| Sobreposta (2ª)         | 2-3        | GCDR Lanhas (1ª)       | 0-1    | 2-2        |
| Lomarense (2ª)          | 2-6        | Terras de Bouro (1ª)   | 2-1    | 0-4        |
| Soarense (1ª)           | 5-2        | Aboim AC (2ª)          | 1-0    | 4-2        |
| Este FC (2ª)            | 2-2 (2-3)* | S.Paio D´Arcos FC (1ª) | 0-1    | 2-1 (2-2)* |
| FC Tadim (1ª)           | 3-1        | Águias da Graça (1ª)   | 1-1    | 2-0        |
| Realense FC (2ª)        | a)         | Palmeiras FC (2ª)      | ANU    | ANU        |
| GD Peões (2ª)           | 2-4        | SCL Enguardas (1ª)     | 0-2    | 2-2        |
| SC Cabreiros (1ª)       | 1-1 (2-1)* | Juv. Póvoa (2ª)        | 1-1    | 0-0 (1-0)* |
| ACD Tibães (2ª)         | 4-2        | GD Adaúfe (2ª)         | 1-1    | 3-1        |
| Arsenal C. Devesa (1ª)  | 2-3        | Pedralva (2ª)          | 2-2    | 0-1        |
| Panoiense FC (1ª)       | 0-3        | São Mamede d'Este (2ª) | 0-1    | 0-2        |
| GDR Trandeiras (2ª)     | 2-1        | Parada de Tibães (1ª)  | 2-0    | 0-1        |
| ADJ Mouquim (2ª)        | 0-2        | Desp. de S. Cosme (1ª) | 0-2    | 0-0        |
| GD S.Cristovão (2ª)     | 3-4        | Ruivanense AC (1ª)     | 3-3    | 0-1        |
| GD Lagense (2ª)         | 1-2        | Operário FC (2ª)       | 1-1    | 0-1        |
| Pevidém SC (1ª)         | 7-4        | GD Selho (2ª)          | 6-2    | 1-2        |
| Bairro FC (1ª)          | 6-7        | Arnoso SM (2ª)         | 4-2    | 2-5        |
| GD Louro (1ª)           | 3-3 (3-4)* | Ases Sta. Eufémia (1ª) | 1-1    | 2-2(2-3)*  |
| CRP Delães (1ª)         | 1-4        | São Paio (2ª)          | 1-1    | 0-3        |
| GD Longos (2ª)          | 5-3        | UD Airão (2ª)          | 3-2    | 2-1        |
| Operário Campelos (1ª)  | 2-1        | Amigos de Urgeses (1ª) | 1-1    | 1-0        |
| Emilianos FC (1ª)       | 0-1        | UDC Santo Adrião (1ª)  | 0-1    | 0-0        |
| FC Gandarela (2ª)       | 1-3        | Arco Baúlhe (2ª)       | 1-2    | 0-1        |
| Fermilense (1ª)         | 3-5        | Antime (1ª)            | 0-1    | 3-4        |
| GD Cavez (2ª)           | 1-4        | Agrupamento DCR (1ª)   | 0-2    | 1-2        |
| GD Silvares (1ª)        | 10-0       | São Nicolau Basto (2ª) | 4-0    | 6-0        |
| ACR Guilhofrei (2ª)     | 2-1        | Cabeceirense (2ª)      | 0-1    | 2-0        |
| GCD Regadas (2ª)        | Isento     |                        |        |            |

a) Palmeiras apurou-se devido à desistência do Realense FC da competição.
b) FC Roriz punido com derrota por 3-0, por ter utilizado de forma irregular um dos seus jogadores.

## 2ª Eliminatória
A 29 de Outubro realizou-se o sorteio da 2ª Eliminatória, já com Clubes da Divisão de Honra, disputada a duas mãos, a realizar-se nos dias  11 de Novembro e 23 de Dezembro. Em resultado do sorteio, Operário FC e Celoricense estão isentos e apuraram-se imediatamente para a 3ª Eliminatória.
| Visitado               | Resultado   | Visitante              | 1ª Mão | 2ª Mão      |
| Águias de Alvelos (H)  | 0-3         | Forjães (H)            | 0-3    | 0-0         |
| Fão (H)                | 3-2         | MARCA (2ª)             | 2-1    | 1-1         |
| GFC Pousa (1ª)         | 1-1(1-2)*   | AD Ninense (H)         | 1-0    | 0-1 (0-2)*  |
| Ruivanense AC (1ª)     | 5-1         | Arnoso SM (2ª)         | 4-0    | 1-1         |
| AFC Martim (1ª)        | 6-0         | Viatodos (2ª)          | 3-0    | 3-0         |
| Desp. de S. Cosme (1ª) | 6-0         | Granja FC (2ª)         | 4-0    | 2-0         |
| Pedralva (2ª)          | 3-3 (4-3)*  | GD Prado (H)           | 2-1    | 1-2 (2-2)*  |
| FC Amares (H)          | 6-0         | GD Caldelas (2ª)       | 3-0    | 3-0         |
| Sequeirense (2ª)       | 1-4         | SCL Enguardas (1ª)     | 1-2    | 0-2         |
| Terras de Bouro (1ª)   | 2-0         | FC Tadim (1ª)          | 1-0    | 1-0         |
| SC Cabreiros (1ª)      | 2-2 (4-5)** | Vieira (H)             | 1-1    | 1-1 (4-5)** |
| ACD Tibães (2ª)        | 2-5         | GD Gerês (H)           | 1-3    | 1-2         |
| GCDR Lanhas (1ª)       | 1-6         | CD Celeirós (H)        | 1-1    | 0-5         |
| GDR Trandeiras (2ª)    | 1-5         | Soarense (1ª)          | 0-2    | 1-3         |
| Dumiense FC (1ª)       | 2-1         | ACR Guilhofrei (2ª)    | 1-0    | 1-1         |
| Porto d’Ave (H)        | 9-4         | S.Paio D´Arcos FC (1ª) | 5-2    | 4-2         |
| São Mamede d'Este (2ª) | 2-1         | Palmeiras FC (2ª)      | 1-1    | 1-0         |
| U. Torcatense (H)      | 6-1         | Arco Baúlhe (2ª)       | 4-0    | 2-1         |
| GD Travassós (H)       | 7-1         | GD Longos (2ª)         | 5-0    | 2-1         |
| Agrupamento DCR (1ª)   | 6-6 (1-3)** | Ases Sta. Eufémia (1ª) | 6-2    | 0-4 (1-3)** |
| Brito SC (H)           | 3-1         | Antime (1ª)            | 1-0    | 2-1         |
| Arões (H)              | 5-0         | São Paio (2ª)          | 1-0    | 4-0         |
| Operário Campelos (1ª) | 4-2         | UDC Santo Adrião (1ª)  | 3-2    | 1-0         |
| GD Silvares (1ª)       | 0-6         | Pevidém SC (1ª)        | 0-0    | 0-6         |
| Pica (H)               | 2-2 (5-6**) | GCD Regadas (2ª)       | 2-1    | 0-1 (5-6**) |
| Operário FC (2ª)       | Isento      |                        |        |             |
| Celoricense (H)        | Isento      |                        |        |             |

-* Após prolongamento
-** Após grandes penalidades

## 3ª Eliminatória
A 7 de Janeiro realizou-se o sorteio da 3ª Eliminatória, que é disputada a uma só mão, a realizar-se no dia 20 de Janeiro.Em resultado do sorteio, Brito SC (H), GD Travassós (H), Dumiense FC (1ª), Soarense (1ª) e S. Mamede d’Este (2ª) estão isentos e apuraram-se imediatamente para os Oitavos de Final.
| Visitado               | Resultado   | Visitante              |
| Ruivanense AC (1ª)     | 0-2         | CD Celeirós (H)        |
| U. Torcatense (H)      | 2-0         | Celoricense (H)        |
| SCL Enguardas (1ª)     | 1-4         | Pevidém SC (1ª)        |
| GCD Regadas (2ª)       | 2-1         | Ases Sta. Eufémia (1ª) |
| Desp. de S. Cosme (1ª) | 1-3         | AD Ninense (H)         |
| Operário FC (2ª)       | 2-2 (2-4)** | Arões (H)              |
| Vieira (H)             | 4-1         | Fão (H)                |
| Terras de Bouro (1ª)   | 1-1 (2-1)*  | FC Amares (H)          |
| Porto d'Ave (H)        | 1-1 (2-1)*  | Pedralva (2ª)          |
| Forjães (H)            | 2-2 (5-3)** | GD Gerês (H)           |
| AFC Martim (1ª)        | 2-0         | Operário Campelos (1ª) |
| Brito SC (H)           | Isento      |                        |
| GD Travassós (H)       | Isento      |                        |
| Dumiense FC (1ª)       | Isento      |                        |
| Soarense (1ª)          | Isento      |                        |
| S. Mamede d’Este (2ª)  | Isento      |                        |

-* Após prolongamento
-** Após grandes penalidades

## Oitavos de Final
A 28 de Janeiro de 2013 realizou-se o sorteio dos Oitavos de Final que foram disputados em apenas 1 mão, nos dias 16 e 17 de Fevereiro.
| Visitado              | Resultado   | Visitante            |
| S. Mamede d’Este (2ª) | 0-3         | (H) AD Ninense       |
| U. Torcatense (H)     | 1-1 (3-4)** | (H) Forjães          |
| Porto d'Ave (H)       | 1-1 (1-4)** | (H) Vieira           |
| Arões (H)             | 3-2         | (1ª) Pevidém SC      |
| GD Travassós (H)      | 0-2         | (1ª) Terras de Bouro |
| CD Celeirós (H)       | 1-0         | (2ª) GCD Regadas     |
| AFC Martim (1ª)       | 0-1         | (1ª) Dumiense FC     |
| Soarense (1ª)         | 1-1 (1-2)*  | (H) Brito SC         |

-* Após prolongamento
-** Após grandes penalidades

## Quartos de Final
A 26 de Fevereiro de 2013 realizou-se o sorteio dos Quartos de Final que foram disputados em apenas 1 mão, no dia 30 de Março.
| Visitado             | Resultado | Visitante       |
| Terras de Bouro (1ª) | 0-1       | (H) Brito SC    |
| Dumiense FC (1ª)     | 0-1       | (H) Arões       |
| AD Ninense (Hª)      | 1-2       | (H) CD Celeirós |
| Forjães (H)          | 0-3       | (H) Vieira      |

-* Após prolongamento

## Meias Finais
A 26 de Fevereiro de 2013 realizou-se o sorteio das Meias Finais que foram disputados a 2 mãos nos dias 1 e 19 de Maio.
| Visitado        | Resultado | Visitante  | 1ª Mão | 2ª Mão |
| CD Celeirós (H) | 1-3       | (H) Vieira | 1-0    | 0-3    |
| Brito SC (H)    | 1-5       | (H) Arões  | 0-2    | 1-3    |

## Final
A final teve lugar a 9 de Junho de 2013, estando integrada na Festa do Futebol da AF Braga 2012/13.
| 9 de Junho de 2013 | Vieira SC                      | 2-0 | Arões SC | D. Afonso Henriques, Guimarães |
| 17:45              | Gala (18min) Café (42min g.p.) |     |          | Árbitro: Fernando Cunha        |

## Ligações Externas
- Página da Competição